# Капраника
Капра̀ника (на италиански: Capranica) е градче и община в Централна Италия, провинция Витербо, регион Лацио. Разположено е на 373 m надморска височина. Населението на общината е 6673 души (към 2010 г.).